# Kamena Gorica
Kamena Gorica je naselje u Republici Hrvatskoj, u sastavu Grada Novoga Marofa, u Varaždinskoj županiji. 

## Stanovništvo
Prema popisu stanovništva iz 2001. godine, naselje je imalo 276 stanovnika te 82 obiteljskih kućanstava.
| broj stanovnika | 323   | 396   | 469   | 535   | 629   | 630   | 658   | 666   | 673   | 654   | 589   | 524   | 388   | 350   | 276   | 232   | 186   |
|                 | 1857. | 1869. | 1880. | 1890. | 1900. | 1910. | 1921. | 1931. | 1948. | 1953. | 1961. | 1971. | 1981. | 1991. | 2001. | 2011. | 2021. |

## Kultura
Mještani njeguju tradiciju zaštite uroda od tuče zvonjavom zvonara svakoga dana nakon večernjega Pozdravljenja tijekom sezone tuče (od Spasova do Križeva) i u doba nepovoljne naoblake. Zvonarsku ulogu dugo je obnašala Slava Pupek, koja ju je naslijedila od supruga i njegove obitelji. O njoj je snimljen i dokumentarni film „Slava i Sveti Jaki” (2015.) redateljice Ljiljane Mandić. Zvonarici Pupek bilo je posvećeno šesto Vilinsko igrišće 
2019. g.
Gradska knjižnica i čitaonica iz Novog Marofa organizira manifestaciju „Vilinsko igrišće” kod zvonika-kapele sv. Ivana Krstitelja, s nizom radionica vezanih uz povijest, narodna vjerovanja i običaje novomarofskog kraja te kulturno-umjetnički program.